# Кикино (Пензенская область)
Кикино (тат. Кикин) — татарско-мишарское село в Каменском районе Пензенской области, административный центр Кикинского сельсовета.
Расположено к юго-западу от города Каменки в 22 км, на левом берегу реки Кевды.

## История
19.6.1692 в Керенском уезде пожаловано татарским мурзам Ахмаметю и Алею Кикичевым с товарищами 2137 четвертей земли в каждом из трех полей. Правда, это было в стороне от Алты авыл, но здесь интересно упоминание фамилии служилых людей из татар. В 1701 в этих же местах отказана земля стольникам братьям Кикиным. Как татарская деревня упоминается в 1745. Г.В. Мясников записал местное предание от председателя колхоза Сафука Аджигитова о появлении здесь татар: «Татарин Арслан Полкаев служил у царицы. Когда кончился срок службы, царица спросила его: «Чем тебя наградить за верную службу? Какой ты хочешь подарок?» – «Подарка мне не надо. Я люблю землю, дай мне землю», – ответил Арслан. – «Я готова дать тебе столько земли, сколько успеешь за день обскакать на коне». День скакал Арслан: от Титова на Аргамаково, от Аргамакова к Малому Чембару. Здесь и основались шесть татарских сел: Решетино, Мочалейка, Кобылкино, Телятино, Кутеевка». Аджигитов утверждал, что здешние татары – «болгарского происхождения». В конце XVIII века в составе Чембарского уезда, стояла на левом берегу р. Кевды, правом берегу оврага Шебаева и по обе стороны тамбовско-пензенской большой дороги, имелось 2 мечети. В середине XIX века – 4 мечети. Решением Пензенского облисполкома от 17.9.1975 года в черту села включен поселок Отчаянка (восточная окраина).

## Население
| 1745  | 1762  | 1782  | 1864  | 1877  | 1897  | 1911  |
| ----- | ----- | ----- | ----- | ----- | ----- | ----- |
| 800   | ↘798  | ↗1297 | ↗1945 | ↗2232 | ↘1818 | ↗2285 |
| 1926  | 1930  | 1939  | 1959  | 1970  | 1979  | 1989  |
| ↘1998 | ↘1907 | ↘1568 | ↗1742 | ↗2568 | ↘2401 | ↘1968 |
| 1996  | 2002  | 2010  |       |       |       |       |
| ↘1936 | ↘1786 | ↘1637 |       |       |       |       |

## Инфраструктура
В селе — центральная усадьба совхоза «Дружба» (зерновое, свекловичное и мясо-молочное направления, выращивание семян сахарной свеклы). Кирпичный завод. Сельский дом культуры, библиотека, средняя школа.

## Религия
Мечети
- Мечеть